# نزهت برادری
نزهت برادری (زاده ۱۵ اوت ۱۹۶۵) پزشک و سیاستمدار آلمانی-ترکیه از حزب سوسیال دموکرات (SPD) است و از سال ۲۰۱۹ به عنوان نماینده بوندستاگ از ایالت نوردراین-وستفالن خدمت می‌کند.

## ابتدای زندگی و حرفه
برادری در آنکارا در خانواده ای ترک الاصل متولد شد، برادری در سال ۱۹۸۷ از دبیرستان آلمانی فارغ‌التحصیل شد. از سال ۱۹۸۷ تا ۱۹۹۴ در دانشگاه کیل در رشته پزشکی تحصیل کرد. او تحصیلات خود را با III به پایان رساند. آزمون دولتی او مجوز طبابت خود را در مهرماه ۹۷ دریافت کرد. در اکتبر ۲۰۰۳، او مجوز تخصصی خود را برای طبابت اطفال و نوجوانان دریافت کرد.

## زندگی سیاسی
برادری از سال ۲۰۱۹ که جانشین اولریش کلبر شد که استعفا داده بود، عضو بوندستاگ است. در پارلمان، او عضو کمیته امور اروپا (از سال ۲۰۱۹) و کمیته غذا و کشاورزی (از سال ۲۰۲۰) است. در کمیته امور اروپا، او گزارشگر گروه پارلمانی خود در زمینه تحقیق و نوآوری بوده‌است.
برادری علاوه بر وظایف کمیته خود، از سال ۲۰۲۰ بخشی از هیئت آلمانی در مجمع پارلمانی مدیترانه بوده‌است.

## جنجال - جدال سرسختانه
نظاهات برادری در سال ۲۰۱۶ در چت واتس اپ SPD نظرات انتقادی در مورد به رسمیت شناختن نسل‌کشی ارامنه توسط بوندستاگ آلمان ارائه کرد. این امر باعث ایجاد اختلاف در میان مقامات SPD در Sauerland شد.
برادری معتقد است که نسل‌کشی ارامنه شامل «قیام‌های ارامنه» و همچنین «کشتارهای متقابل، قتل‌عام و همچنین تبعید» است که به «تحقیق عمیق علمی و همچنین مستقل» نیاز دارد. برادری در نقد خود همچنین به اظهارات رئیس فدرال جامعه ترک در آلمان (TGD)، گوکای سوفو اوغلو، اشاره کرد که تصمیم برای تصویب قطعنامه نسل‌کشی ارامنه را نادیده می‌گیرد «نظر ترک‌های قومی در آلمان». اکثریت آنها مخالف قطعنامه هستند.»

## فعالیتهای دیگر
- IG Metall، عضو
- پزشکان بدون مرز (MSF)، عضو